# Eusarsiella spinosa
Eusarsiella spinosa is een mosselkreeftjessoort uit de familie van de Sarsiellidae. De wetenschappelijke naam van de soort is voor het eerst geldig gepubliceerd in 1962 door Kornicker & Wise.